# San Antonio, Atotonilco de Tula
San Antonio är en ort i Mexiko.   Den ligger i kommunen Atotonilco de Tula och delstaten Hidalgo, i den sydöstra delen av landet, 60 km norr om huvudstaden Mexico City. San Antonio ligger 2 190 meter över havet och antalet invånare är 834.
Terrängen runt San Antonio är platt åt nordväst, men åt sydost är den kuperad. Runt San Antonio är det ganska tätbefolkat, med 160 invånare per kvadratkilometer. Närmaste större samhälle är Colonia Santa Teresa, 13,3 km söder om San Antonio. Trakten runt San Antonio består i huvudsak av gräsmarker.